# Psel
Psel (ukr. Псeл, rus. Псёл) je rijeka u istočnoj Ukrajini i jugozapadnoj Rusiji pritoka Dnjepra. Duga je 717 km, s površinom porječja od 22800 km2. Rijeka izvire u Rusiji u Kurskoj oblasti zatim teče kroz ukrajinske Sumsku i Poltavsku oblast gdje se ulijeva u Dnjepar. Desna obala rijeke je visoka i strma, za razliku od niske, lijeve strane. Razdoblja zamrzavanja rijeke kreće se od kraja studenog do sredine ožujka.

## Vanjske poveznice
|  | Zajednički poslužitelj ima još gradiva o temi Psel |